# Đại hội FIFA
Đại hội FIFA (tiếng Anh: FIFA Congress) là cơ quan lập pháp tối cao của Liên đoàn quốc tế của bóng đá (tiếng Pháp: Fédération Internationale de Football Association), thường được gọi bởi từ viết tắt FIFA /ˈfiːfə/. FIFA là cơ quan quản lý quốc tế của bóng đá, bóng đá trong nhà và bóng đá bãi biển. Đại hội có thể là bình thường hoặc bất thường.
Một đại hội bình thường họp hàng năm, một đại hội bất thường có thể được Hội đồng FIFA (trước đây là Ban chấp hành) triệu tập bất cứ lúc nào với sự hỗ trợ của 1/5 số thành viên của FIFA.
Mỗi trong số 211 thành viên của FIFA có một phiếu bầu trong đại hội. Các thành viên FIFA có thể đề xuất các ứng cử viên cho chủ nhà World Cup và chủ tịch của FIFA. Cuộc bầu cử chủ tịch FIFA và bầu cử nước chủ nhà Giải vô địch bóng đá thế giới diễn ra tại đại hội vào năm sau Giải vô địch bóng đá thế giới.

## Lịch sử
Đại hội FIFA đã được tổ chức hàng năm kể từ năm 1998. Trước đây, nó được tổ chức hai năm một lần. Các đại hội đã không được tổ chức từ năm 1915 đến năm 1922 và từ năm 1939 đến năm 1945, do Chiến tranh thế giới thứ nhất và thứ hai. Cuộc bầu cử chủ tịch FIFA đã diễn ra tại các đại hội lần thứ 1, 3, 12, 29, 30, 39, 51, 53, 61 và 65.
Đại hội bất thường FIFA năm 1961 ở Luân Đôn đã bầu Stanley Rous làm chủ tịch. Đại hội bất thường FIFA năm 2016 ở Zürich đã bầu Gianni Infantino làm chủ tịch mới vào ngày 26 tháng 2 năm 2016. Chỉ có năm cuộc bầu cử đã có hai hoặc nhiều ứng cử viên: lần thứ 39 (1974), lần thứ 51 (1998), lần thứ 53 (2002), lần thứ 65 (2015), và Đại hội bất thường năm 2016.

## Danh sách đại hội
| Số đại hội    | Năm  | Thành phố                         | Các thành viên hiệp hội có mặt |
| ------------- | ---- | --------------------------------- | ------------------------------ |
| 1             | 1904 | Paris                             | 5                              |
| 2             | 1905 | Paris                             | 5                              |
| 3             | 1906 | Bern                              | 7                              |
| 4             | 1907 | Amsterdam                         | 12                             |
| 5             | 1908 | Viên                              | 16                             |
| *             | 1908 | Brussels                          | 7                              |
| 6             | 1909 | Budapest                          | 13                             |
| 7             | 1910 | Milan                             | 12                             |
| 8             | 1911 | Dresden                           | 11                             |
| 9             | 1912 | Stockholm                         | 17                             |
| 10            | 1913 | Copenhagen                        | 12                             |
| 11            | 1914 | Christiania (Oslo)                | 17                             |
| 12            | 1923 | Geneva                            | 17                             |
| 13            | 1924 | Paris                             | 27                             |
| 14            | 1925 | Prague                            | 22                             |
| 15            | 1926 | Rome                              | 23                             |
| 16            | 1927 | Helsinki                          | 21                             |
| 17            | 1928 | Amsterdam                         | 29                             |
| 18            | 1929 | Barcelona                         | 23                             |
| 19            | 1930 | Budapest                          | 27                             |
| 20            | 1931 | Berlin                            | 25                             |
| 21            | 1932 | Stockholm                         | 29                             |
| 22            | 1934 | Rome                              | 27                             |
| 23            | 1936 | Berlin                            | 37                             |
| 24            | 1938 | Paris                             | 30                             |
| 25            | 1946 | Luxembourg                        | 34                             |
| 26            | 1948 | Luân Đôn                          | 48                             |
| 27            | 1950 | Rio de Janeiro                    | 35                             |
| 28            | 1952 | Helsinki                          | 56                             |
| *             | 1953 | Paris                             | 48                             |
| 29            | 1954 | Bern                              | 52                             |
| 30            | 1956 | Lisbon                            | 57                             |
| 31            | 1958 | Stockholm                         | 62                             |
| 32            | 1960 | Rome                              | 69                             |
| *             | 1961 | Luân Đôn                          | 67                             |
| 33            | 1962 | Santiago                          | 59                             |
| 34            | 1964 | Tokyo                             | 99                             |
| 35            | 1966 | Luân Đôn                          | 94                             |
| 36            | 1968 | Guadalajara                       | 78                             |
| 37            | 1970 | Thành phố México                  | 86                             |
| 38            | 1972 | Paris                             | 102                            |
| 39            | 1974 | Frankfurt                         | 122                            |
| 40            | 1976 | Montreal                          | 108                            |
| 41            | 1978 | Buenos Aires                      | 107                            |
| 42            | 1980 | Zürich                            | 103                            |
| 43            | 1982 | Madrid                            | 127                            |
| 44            | 1984 | Zürich                            | 112                            |
| 45            | 1986 | Thành phố México                  | 111                            |
| 46            | 1988 | Zürich                            | 111                            |
| 47            | 1990 | Rome                              | 130                            |
| 48            | 1992 | Zürich                            | 118                            |
| 49            | 1994 | Chicago                           | 164                            |
| 50            | 1996 | Zürich                            | 182                            |
| 51 (chi tiết) | 1998 | Paris                             | 196                            |
| *             | 1999 | Los Angeles                       | 195                            |
| 52            | 2000 | Zurich                            | 200                            |
| *             | 2001 | Buenos Aires                      | 202                            |
| *             | 2002 | Seoul                             | 202                            |
| 53 (chi tiết) | 2002 | Seoul                             | 202                            |
| *             | 2003 | Doha                              | 204                            |
| 54            | 2004 | Paris                             | 203                            |
| 55            | 2005 | Marrakesh                         | 203                            |
| 56            | 2006 | Munich                            | 207                            |
| 57            | 2007 | Zürich                            | 206                            |
| 58            | 2008 | Sydney                            | 200                            |
| 59            | 2009 | Nassau                            | 205                            |
| 60            | 2010 | Johannesburg                      | 207                            |
| 61 (chi tiết) | 2011 | Zürich                            | 208                            |
| 62            | 2012 | Budapest                          | 209                            |
| 63            | 2013 | Mauritius                         | 208                            |
| 64            | 2014 | São Paulo                         | 209                            |
| 65 (chi tiết) | 2015 | Zürich                            | 210                            |
| * (chi tiết)  | 2016 | Zürich                            | 207                            |
| 66            | 2016 | Thành phố México                  | 209                            |
| 67            | 2017 | Manama                            | 211                            |
| 68 (chi tiết) | 2018 | Moscow                            | 210                            |
| 69 (chi tiết) | 2019 | Paris                             | 211                            |
| 70            | 2020 | Addis Ababa                       |                                |
| 71            | 2021 | Tokyo                             |                                |
| 72            | 2022 | Doha                              |                                |
| 73 (chi tiết) | 2023 | Kigali                            |                                |
| 74            | 2024 | Băng Cốc                          |                                |
| 75            | 2025 | TBD                               |                                |
| 76            | 2026 | Los Angeles hoặc Thành phố México |                                |

## Đại hội bất thường
Tổng cộng có 8 đại hội bất thường đã diễn ra: 1908 (Brussels), 1953 (Paris), 1961 (Luân Đôn), 1999 (Los Angeles), 2001 (Buenos Aires), 2002 (Seoul), 2003 (Doha), và 2016 (Zürich). Trong Đại hội bất thường năm 2016, Chủ tịch FIFA Sepp Blatter sẽ giữ nguyên vị trí của mình cho đến khi người kế nhiệm được bầu. Tuy nhiên, do thực tế ông đã bị đình chỉ, quyền chủ tịch FIFA, Issa Hayatou đã thay thế của FIFA.